# Березники (Челябинская область)
Березники — посёлок в Троицком районе Челябинской области. Входит в состав Бобровское сельское поселение.

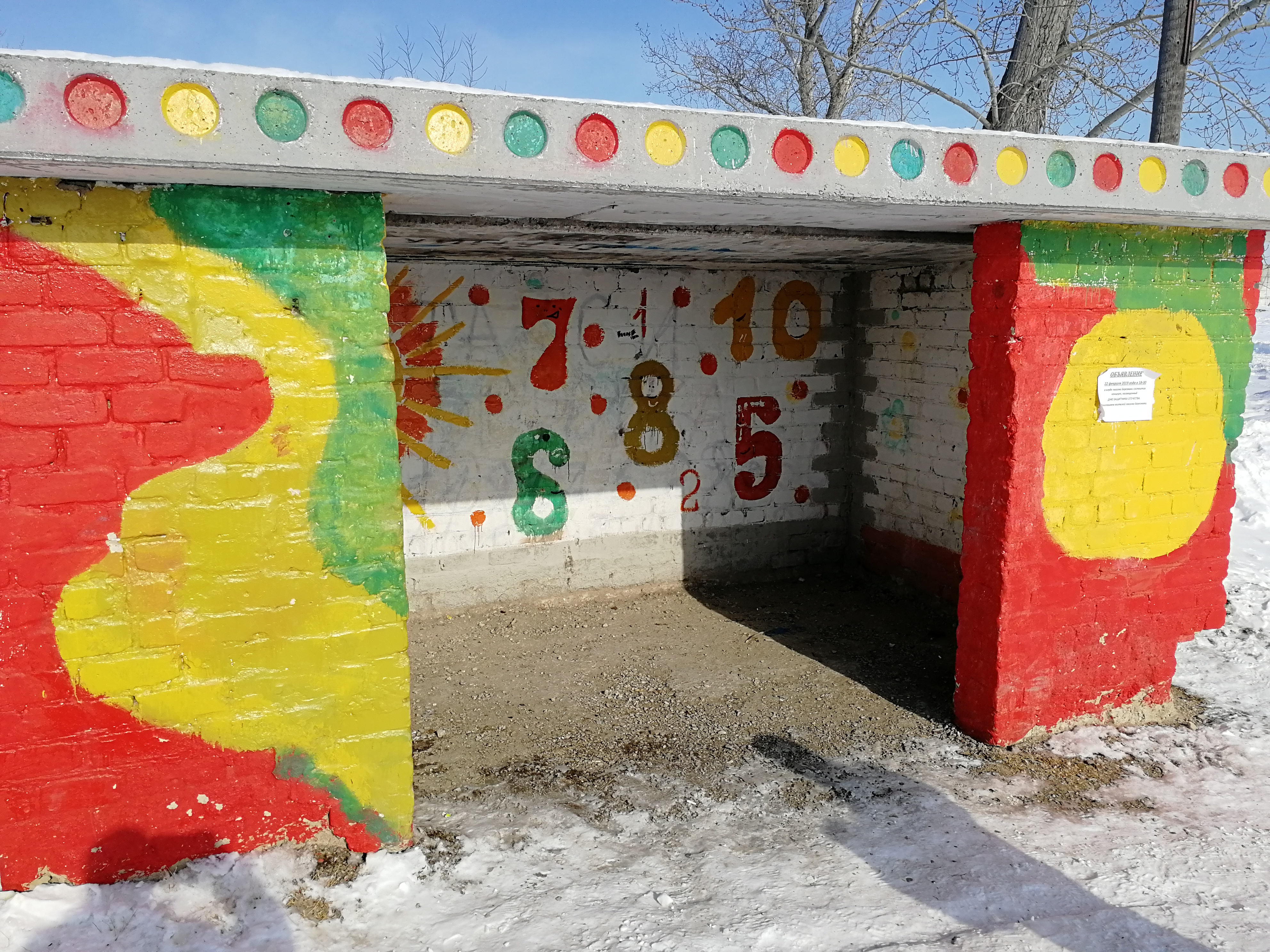
Остановка в поселке Березники

## География
Расположен в центральной части района. Ландшафт — лесостепь. В окрестностях — многочисл. перелески. В 5 км к югу протекает р. Уй, приток Тобола. Южнее посёлка Березники — исток малой реки Бобровка — притока Уя.

## История
Поселок основан при подсобном хозяйстве Троицкого зооветтехникума, образов. в 1930-х гг. (в 1950-х гг.— учебное х-во).
В 1970-х гг. на территории Березники размещалась центральная усадьба опытно-производств. х-ва (ОПХ) «Троицкое» Юж.-Урал. НИИ земледелия (с 1985 — ОПХ «Березники» ВАСХНИЛ, с 1991 — ОПХ «Березники» РАСХН, с 2000 — ГУП ОПХ «Березники» Чел. НИИ с. х-ва РАСХН).

## Население
| 2002 | 2010 |
| ---- | ---- |
| 245  | ↗247 |

(в 1971—181, в 1983—214, в 1995—299)

## Уличная сеть
- Зелёная улица
- Новая улица
- Центральная улица
- Южная улица